# Malásana

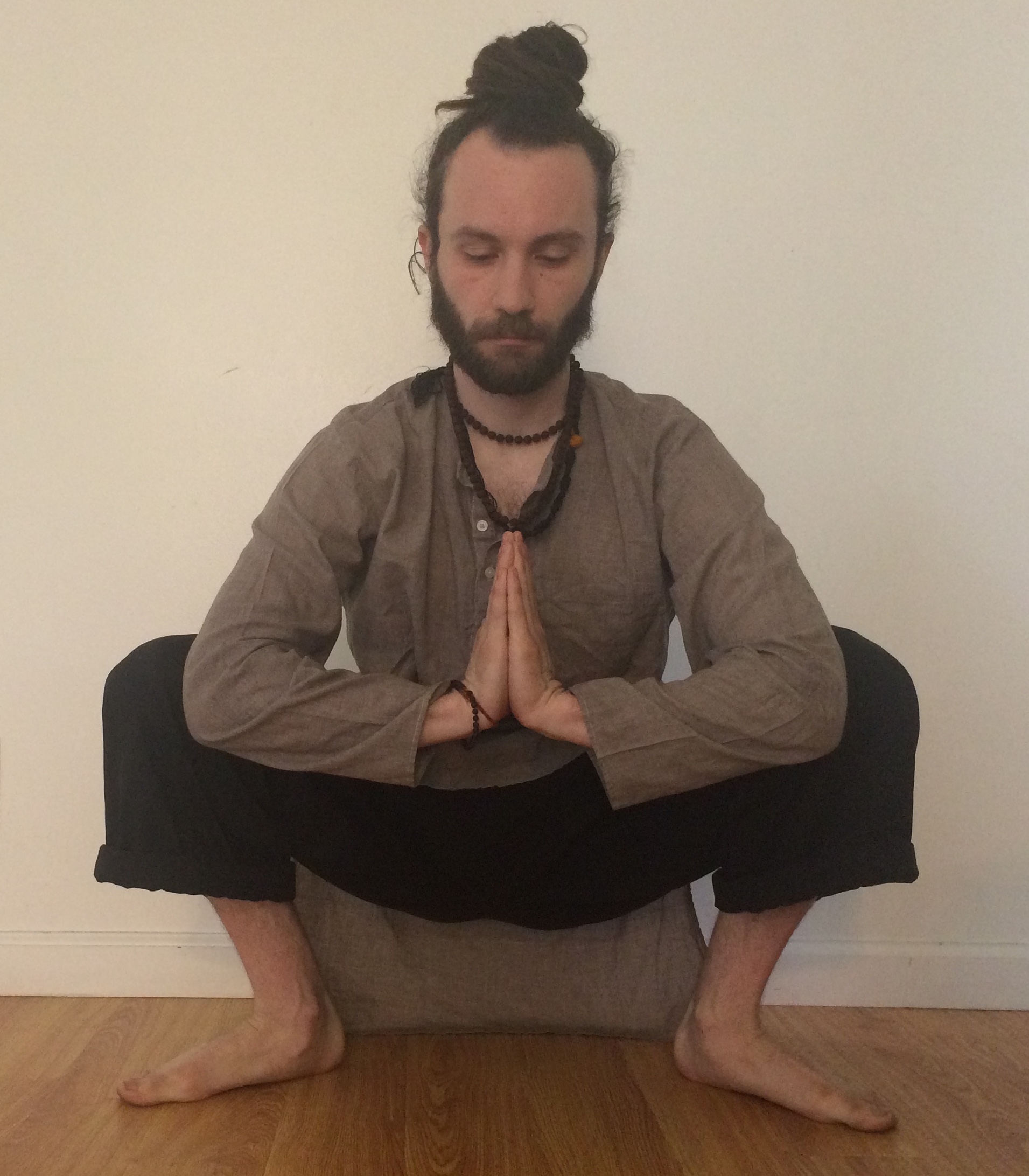
Upavesásana

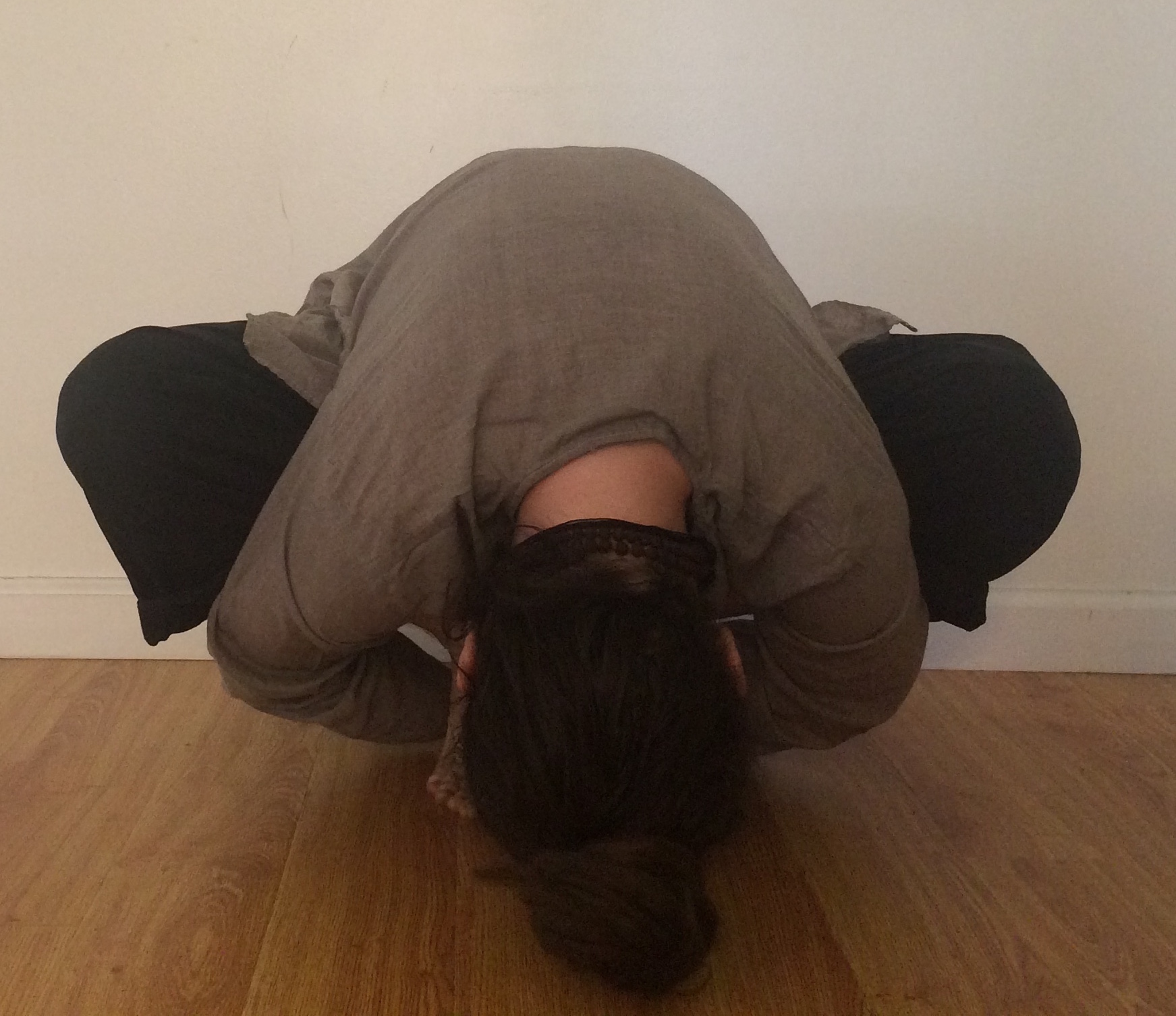
Malásana (zepředu).

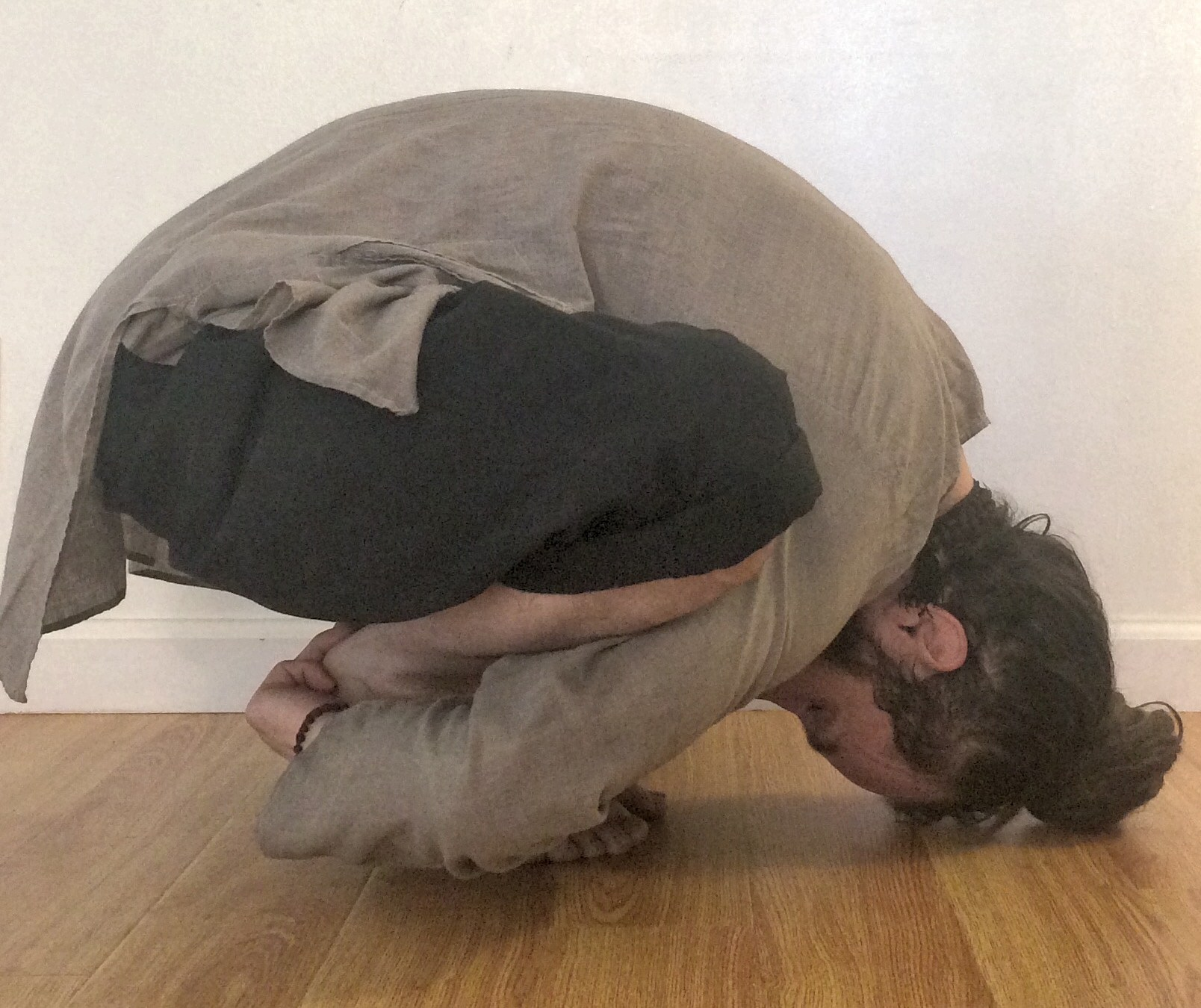
Malásana (boční pohled).

Malásana je termín pro různé  ásany v dřepu. Malásana se běžně používá pro dřep, neboli upavesásana, , ve které dlaně jsou složené dohromady v tzv. namaskar mudra v přední části hrudníku, a nohy připomínající pozici při defekaci.
Tradičně malásana, nebo Garlanda, se používá pro různé podřepy s nohama u sebe a zády zaoblenými . Když jsou ruce spojeny za zády  odkazuje na  kanchyásanu ("zlatý pás").
Termín malásana se užívá pro  bhujapidásanu, "tlak ramen", ve které jsou ruce umístěny dole  tělo balancuje na rukou a nohy odpočívají na ramenou.

## Etymologie
Malásana je složená ze dvou sanskrtských výrazů, mālā jako věnec a āsana význam držení těla.
- माला mālā, [mɑːlɑː] – věnec, náhrdelník, růženec[5]

## Popis
Termín malásana může odkazovat na čtyři různé ásany, upavesásanu, malásana I a II a Bhujapidásanu: